# ستاتير الذهب المصري

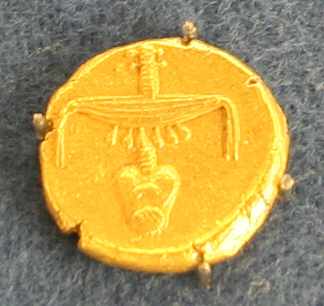
ستاتير الذهب لنخت أنبو الثاني

الستاتير الذهبية (المصرية: نفر نوب، تعني «الذهب الخالص») كانت أول عملة معدنية تم سكها في مصر القديمة، حوالي 360 قبل الميلاد، في عهد الملك المصري تيوس من الأسرة الثلاثين.

## التاريخ

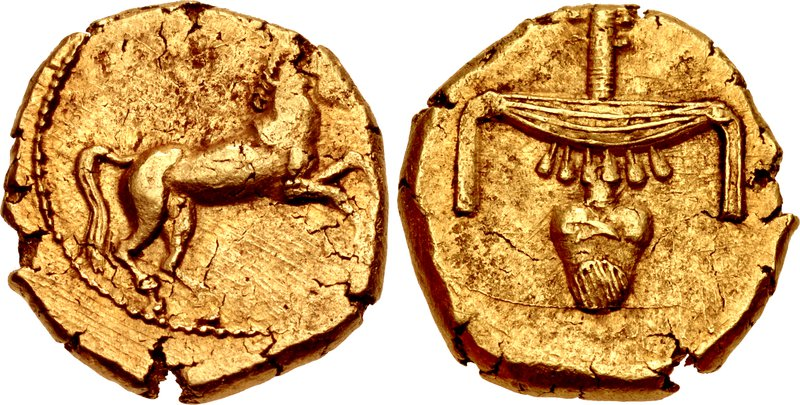
ستاتير الذهب لنخت أنبو الثاني: عكس مع الهيروغليفية نفر-نب

قدم تيوس ستاتير الذهب من أجل دفع رواتب المرتزقة اليونانيين الذين كانوا في خدمته.
ستاتر ذهبية بنفس وزن دريك فارسي (حوالي 8.42 جرام)، مع بومة على اليسار، على غرار النموذج الأثيني، وورقة بردية على اليمين. وستاتير الذهب على شكل رباعي، مع بومة على اليسار وغصن زيتون على اليمين، مع كتابة ديموطيقية «تيوس... ملك مصر».
حافظ نخت أنبو الثاني الذي خلف تيوس، على هذه الممارسة، على الرغم من صياغة ستاتيره الذهبية الشخصية.
ستاتير الذهب على شكل دريك (حوالي 8.42 جرام)، مقابله حصان يقفز على اليمين، عكس مع الهيروغليفية المصرية نفر-نب.
ستاتير صغيرة من الذهب (حوالي 2.56 جرام، قطره 14-15 ملم)، مع صورة محتملة لغزال قافز. ومع ذلك، لم يتم تأكيد إسنادها إلى نخت أنبو الثاني.